# Osmate
Osmate là một đô thị ở tỉnh Varese trong vùng Lombardia, có cự ly khoảng 50 km về phía tây bắc của Milan và khoảng 13 km về phía tây nam của Varese. Tại thời điểm ngày 31 tháng 12 năm 2004, đô thị này có dân số 550 người và diện tích là 3,4 km².
Osmate giáp các đô thị: Cadrezzate, Comabbio, Sesto Calende, Travedona-Monate.